# Carina Beduschi
Carina Schlichting Beduschi (Florianópolis, 19 dicembre 1984) è una modella brasiliana, che ha rappresentato il Brasile al concorso di bellezza Miss Universo 2005.
Suo padre, Domingos Sávio Beduschi, era di origini italiane, mentre sua madre, Helena Márcia Schlichting Beduschi, era di origini tedesche. Al momento della vittoria del concorso, Carina Beduschi era una studentessa presso la facoltà di architettura.
Beduschi è stata eletta cinquantunesima Miss Brasile il 14 aprile 2005 presso l'hotel Copacabana Palace, a Rio de Janeiro. Prima di gareggiare a Miss Brasile, la Beduschi era stata eletta anche Miss Santa Catarina 2005. A maggio di quello stesso anno partecipa a Miss Universo 2005 in Thailandia.
Prima di lei, una sua parente, Isabel Cristina Beduschi aveva vinto Miss Santa Catarina e Miss Brasile nel 1988.